# Космагамбетов, Базарбай
Космагамбетов Базарбай (род. 1935, поселок Доссор, Макатский район Атырауской области) – нефтяник.

## Биография
Лауреат Государственной премии СССР.
Окончил высшую школу прикладного искусства в посёлке Доссор. Свою трудовую деятельность начал с должности помощника бурильщика на нефтегазовом промысле на площадках бурения Макат, Прорва, Дангар и Танатар. 
С1962 года - бурильщик, мастер вышки, руководитель отдела экспедиции треста «Мангистаунефтегазодобыча» в поселке Жетыбай. 

## Семья
Космагамбетов Базарбай вместе со своей супругой Абуовой Канымзией воспитал 11 детей и 21 внуков. Скончался нефтяник в поселке Жетыбай Мангистауской области. 

## Интересные факты
Сватом Космагамбетова Базарбая приходился Джиенбаев Сырым, первооткрыватель полуострова Мангышлак, который числится как жертва репрессий советского режима. 
Один из сыновей Базарбая - Космагамбетов Смаголла -  нефтяник в "Жетыбай Мунай Газ", где работал его отец.

## Награды и звания
- Государственная премия СССР (1979)
- Орден Ленина
- Орден Октябрьской Революции
- Орден Трудового Красного Знамени
- Медаль «В ознаменование 100-летия со дня рождения Владимира Ильича Ленина»